# Cantó de Vassy
El cantó de Vassy és un cantó francès del departament de Calvados, situat al districte de Vire. Té 14 municipis i el cap és Vassy.

## Municipis
- Bernières-le-Patry
- Burcy
- Chênedollé
- Le Désert
- Estry
- Montchamp
- Pierres
- Presles
- La Rocque
- Rully
- Saint-Charles-de-Percy
- Le Theil-Bocage
- Vassy
- Viessoix

## Història
| Data d'elecció                           | Identitat        | Partit                     | Qualitat |
| ---------------------------------------- | ---------------- | -------------------------- | -------- |
| 1945-19..                                | Camille Voivenel | RPF                        |          |
| 19..-1980                                | M. Bertrand      | divers droite, després UDR |          |
| 1980-2008                                | Pierre Geoffroy  | Divers droite              |          |
| 2008-                                    | Michel Roca      | Divers droite              |          |
| les dades anteriors no són pas conegudes |                  |                            |          |
|                                          |                  |                            |          |

## Demografia
| A partir de 1990: Població sense dobles comptes |